# Concert per a piano núm. 8 (Mozart)
El Concert per a piano núm. 8 en do major, K. 246, o Concert Lützow, és una composició de Wolfgang Amadeus Mozart, acabada l'abril de 1776, el mateix any que va compondre la Serenata Haffner (K 250). Se l'anomena Concert Lützow perquè fou un encàrrec de la comtessa Antonia Lützow, la segona esposa de Johann Nepomuk Gottfried Graf Lützow, el comandant de la fortalesa de Hohensalzburg (Salzburg); la comtessa tenia uns 25 o 26 anys i era una bona pianista. El treball de la part solista no és molt exigent, però requereix agilitat. Mozart va tocar el concert a Mannheim i a Múnic el 4 d'octubre de 1777, i també fou un concert que utilitzava amb els seus alumnes. Això es posa de manifest perquè han sobreviscut tres cadències diferents amb diversos nivells de dificultat, adequats per a les habilitats dels artistes de nivell dels estudiants avançats; una d'elles és per a dos pianos.
També s'ha suggerit que Mozart va compondre un concert per a violí per al germà de la comtessa Lützow, Johann Rudolph Czernin, que tenia gairebé la mateixa edat que Mozart. Johann Rudolf, la seva germana i el seu pare es relacionaven amb Mozart en aquell temps, quan Mozart estava al servei del seu oncle, el comte Hieronymus von Colloredo.

## Estructura
El concert, molt convenient per als estudiants avançats, té tres moviments :
1. Allegro aperto[9]
2. Andante
3. Rondeau. Tempo di Menuetto[10]

El concert està escrit per a dos oboès, dues trompes, piano i secció de corda.